# 玉城村
玉城村（たまぐすくそん）は沖縄本島南部に位置していた村。島の南に奥武島がある。
2006年1月、佐敷町、知念村、大里村と合併し南城市となった。村役場は富里に置かれ、合併後南城市の本庁舎となった（2018年に佐敷新里の現庁舎に移転）。

## 地理

### 字一覧
- 愛地（あいち）
- 糸数（いとかず）
- 奥武（おう） - 玉城村域内で二番目に人口が多い字（行政区）
- 親慶原（おやけばる） - 終戦後は一時期軍政府が置かれた
- 垣花（かきのはな）
- 喜良原（きらばる）
- 志堅原（しけんばる）
- 玉城（たまぐすく）
- 當山（とうやま）
- 中山（なかやま）
- 仲村渠（なかんだかり）
- 百名（ひゃくな）
- 富里（ふさと）
- 船越（ふなこし）
- 堀川（ほりかわ） - 奥武から分立
- 前川（まえかわ）
- 屋嘉部（やかぶ）

### 隣接していた自治体
- 佐敷町（1980年3月まで佐敷村、現在の南城市）
- 大里村（現在の南城市）
- 知念村（現在の南城市）
- 具志頭村（現在の八重瀬町）

## 歴史
かつては玉城・和名・百名・奥武・志堅原・仲栄真・あだん口・嶺・下百名・当山・糸数・富名腰・目取真・稲福・大城の15集落から玉城間切をなしていた。
- 1868年 - 大城・稲福・目取真を大里間切に分離。あだん口・嶺・下百名が廃止。屋嘉部・富里・前川・仲村渠・仲間を新設して14集落となった。
- 1908年4月1日 - 島嶼町村制により玉城村となる。
- 1945年 - 一部知念村に編入される。沖縄戦で玉城村を含む知念半島全体が民間人収容所となる。玉城村では百名、仲村渠、下茂田を中心に米軍が巨大な収容所を運営した。

- 1951年 玉城村の面積の約半分が米軍基地「知念補給地区」として占有される。また、後にミサイル基地「知念第2サイト」が設営される。水源地が米軍基地となり、水不足や水質汚染に悩まされる。

- 2006年1月1日 - 佐敷町・大里村・知念村と合併し、南城市となる。

## 行政
- 村長（最終）：大城晃

## 米軍基地
| 知念半島にあった米軍基地 | 知念半島にあった米軍基地 | 知念半島にあった米軍基地 |                       |
| ------------------------ | ------------------------ | ------------------------ | --------------------- |
| FAC6068                  | 知念第1サイト            | 知念第1陸軍補助施設      | B表: 陸自知念分屯地   |
| FAC6069                  | 知念第2サイト            | 知念第2陸軍補助施設      | B表: 空自知念分屯基地 |
| FAC6070                  | 新里通信所               | 新里通信所               | 1974年に返還          |
| FAC6071                  | 知念補給地区             | 陸軍混成サーヴィス群地区 | 1974年に返還          |

## 現在の南城市玉城地域
合併後、住所は南城市の次に旧村名の「玉城｣が頭につき「南城市玉城字○○」となった。字玉城でも「玉城字玉城」となる。
旧村庁舎は合併後、2018年に佐敷新里へ移転するまで南城市の本庁舎となった。移転後は敷地建物ごと「オキナワインターナショナルスクール」の南城キャンパスとなった。

### 教育
- 南城市立玉城中学校
- 南城市立玉城小学校
- 南城市立百名小学校
- 南城市立船越小学校

### 交通
路線バス
琉球バス交通と沖縄バスが運行されている。
- 39番・百名線（沖縄バス）
- 40番・大里線（沖縄バス）
- 41番・つきしろの街線（沖縄バス）
- 50番・百名（東風平）線（琉球バス交通）
- 51番・百名（船越）線（琉球バス交通）
- 53番・志喜屋線（琉球バス交通）
- 54番・前川線（琉球バス交通）
- 82番・玉泉洞糸満線（琉球バス交通）
- 83番・玉泉洞線（琉球バス交通）

道路
- 国道331号
- 沖縄県道86号南風原知念線（主要地方道）
  - 南部東道路（地域高規格道路・予定）
- 沖縄県道17号線
- 沖縄県道48号線
- 沖縄県道137号佐敷玉城線
- 沖縄県道236号玉城那覇自転車道線（沖縄のみち自転車道）

### 公共施設
- 沖縄県立玉城少年自然の家（玉城）

### 観光・名所・旧跡
- おきなわワールド（玉泉洞）
- 垣花樋川（湧水・名水百選）
- 玉城城跡
- 糸数城跡
- 垣花城跡